# 벨스

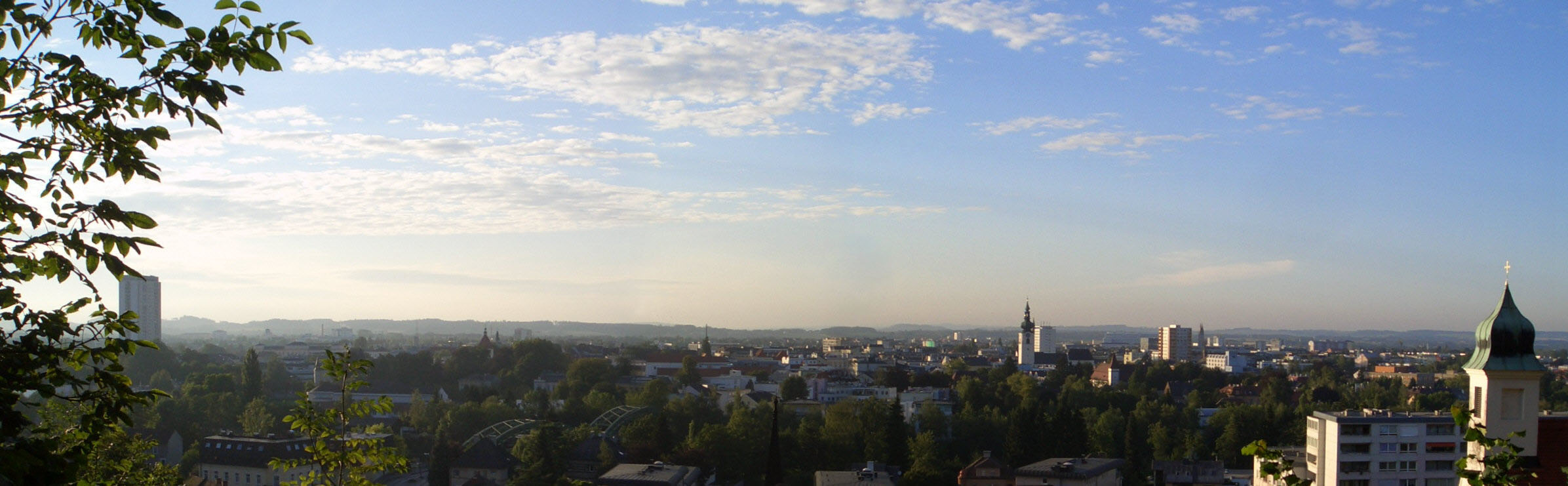
벨스 파노라마

벨스(독일어: Wels)는 오스트리아 북부 오버외스터라이히주에 위치한 헌장 도시로, 면적은 45.92km2, 높이는 317m, 인구는 58,717명(2012년 기준), 인구 밀도는 1,300명/km2이다.
신석기 시대부터 사람이 살았으며 로마 제국 시대에는 노리쿰 속주의 지리적 중심지로 성장했다. 중세 시대에 교역의 중심지로 성장했고 1519년 1월 12일 신성 로마 제국의 황제인 막시밀리안 1세가 사망했던 곳이기도 하다.

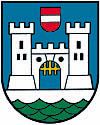
시 문장

## 인구
| 연도 | 인구   | ±%     |
| ---- | ------ | ------ |
| 1869 | 11,704 | —      |
| 1880 | 13,175 | +12.6% |
| 1890 | 14,735 | +11.8% |
| 1900 | 17,308 | +17.5% |
| 1910 | 22,015 | +27.2% |
| 1923 | 24,248 | +10.1% |
| 1934 | 25,956 | +7.0%  |
| 1939 | 29,533 | +13.8% |
| 1951 | 38,120 | +29.1% |
| 1961 | 41,060 | +7.7%  |
| 1971 | 47,527 | +15.8% |
| 1981 | 51,060 | +7.4%  |
| 1991 | 52,478 | +2.8%  |
| 2001 | 55,478 | +5.7%  |
| 2011 | 58,713 | +5.8%  |
| 2014 | 59,339 | +1.1%  |